# فيضانات العراق 2015
فيضانات العراق 2015 وهي فيضانات حصلت في العراق في شهر تشرين الثاني 2015 في عدة مدن عراقية (مثل بغداد والبصرة والكوت) بعد سقوط أمطار غزيرة، وقد أدى سقوط هذه الأمطار إلى فيضان أنظمة الصرف الصحي (مجاري) مما أدى لتشكل فيضانات أغرقت مناطق عديدة في وسط وجنوب العراق، أدت هذه الفيضانات إلى وفاة أكثر من 50 شخصاً بسبب الصعق يالتيار الكهربائي الناتج من سقوط كوابل خطوط الكهرباء في المياه، والتي تصعق المواطنين بالكهرباء من خلال المياه.